# Bandaromimus parvicauda
Bandaromimus parvicauda är en insektsart som beskrevs av Rauno E. Linnavuori och Heller 1961. Bandaromimus parvicauda ingår i släktet Bandaromimus och familjen dvärgstritar. Inga underarter finns listade i Catalogue of Life.